# Gojmir Anton Kos
Gojmir Anton Kos (Gorizia, 24 gennaio 1896 – Lubiana, 22 maggio 1970) è stato un pittore sloveno.
È stato anche professore all'accademia delle belle arti di Lubiana.

## Biografia
Gojmir nacque a Gorizia (che all'epoca faceva parte dell'Impero austro-ungarico), dove suo padre Franc Kos, rinomato storico delle vicinanze di Škofja Loka in Carniola, insegnava al prestigioso ginnasio statale. Sua madre era una friulana del litorale austriaco. Il fratello maggiore di Gojmir, Milko Kos divenne un famoso storico e rettore dell'Università di Lubiana.
Gojmir studiò all'Accademia delle belle arti di Vienna con i professori Rudolf Bacher e Julius Schmidt. Al collasso dell'Impero austro-ungarico egli finì l'ultimo semestre di studi all'Università delle arti e dei mestieri di Zagabria, in cui si laureò nel 1919. Passò anche l'esame che lo qualificava come professore di disegno. Nel 1924 si trasferì a Lubiana dove insegnò alle scuole superiori. Dopo la seconda guerra mondiale fu nominato professore di disegno alla locale Accademia delle belle arti che era stata appena fondata, rimanendovi fino al suo ritiro nel 1962. Dal 1948 alla primavera del 1949 diresse anche il museo d'arte moderna di Lubiana.

## Opere
I dipinti di Gojmir rimangono principalmente paesaggi, ritratti, scene monumentali della storia della Slovenia (esposte al palazzo presidenziale sloveno), composizioni figurative e nature morte in cui eccelleva. Egli prediligeva l'olio su tela  sebbene nei primi anni aveva anche creato alcune illustrazioni per libri e alcuni poster e alcuni mobili. Nei suoi lavori vengono enfatizzati i contrasti di luce il colore piuttosto che il realismo delle immagini.
Gojmir Anton Kos vinse numerosi premi per il suo lavoro, tra gli altri due premi Prešeren: uno per il suo dipinto ad olio “Dekle s harmoniko” (“la ragazza con la fisarmonica”) nel 1947, e l'altro suo dipinto ad olio “Avroportret” (“autoritratto”) nel 1950. In quegli stessi anni partecipò alla Biennale di Venezia. Il 6 dicembre 1949 divenne membro dell'Accademia slovena delle arti e delle scienze.